# Paul Pisk
Paul Amadeus Pisk (ur. 16 maja 1893 w Wiedniu, zm. 12 stycznia 1990 w Los Angeles) – amerykański kompozytor i muzykolog pochodzenia austriackiego.

## Życiorys
Studiował muzykologię u Guido Adlera i Franza Schrekera na Uniwersytecie Wiedeńskim, gdzie w 1916 roku uzyskał stopień doktora na podstawie dysertacji Das Parodieverfahren in den Messen des Jacobus Gallus. Uczył się też prywatnie gry na fortepianie u Juliusa Epsteina i kompozycji u Arnolda Schönberga. W 1919 roku ukończył uzupełniające studia dyrygenckie w Konserwatorium Wiedeńskim. W latach 1920–1928 razem z Paulem Stefanem i Albanem Bergiem był współwydawcą czasopisma „Musikblätter des Anbruch”, od 1921 do 1934 roku był także redaktorem socjalistycznego „Wiener Arbeiter-Zeitung”. W latach 1922–1934 wykładał w Volkhochschule Volksheim w Wiedniu, od 1925 do 1926 roku uczył ponadto teorii w Neues Wiener Konservatorium. Od 1922 roku był członkiem austriackiej sekcji Międzynarodowego Towarzystwa Muzyki Współczesnej. Od 1931 do 1933 roku uczył w amerykańskim konserwatorium w Mondsee.
W 1936 roku wyemigrował do Stanów Zjednoczonych, w 1941 roku otrzymał obywatelstwo amerykańskie. Wykładał na University of Redlands (1937–1951), Uniwersytecie Teksańskim w Austin (1951–1963) i Washington University in St. Louis (1963–1972). Gościnnie prowadził wykłady na Uniwersytecie Kalifornijskim w Los Angeles (1969), University of Cincinnati (1969) oraz Dartmouth College (1972).
Był propagatorem twórczości kompozytorów drugiej szkoły wiedeńskiej. Sam jednak w swojej własnej twórczości kompozytorskiej nie zaadaptował technik dodekafonii, nie wychodząc poza zwykłą atonalność. Wspólnie z Homerem Ulrichem opublikował pracę A History of Music and Musical Style (Nowy Jork 1963).

## Wybrane kompozycje
(na podstawie materiałów źródłowych)

### Utwory orkiestrowe
- Partita (1925)
- Suite on American Folksongs na 24 instrumenty (1944)
- Bucolic Suite na smyczki (1946)
- Rococo Suite na altówkę i orkiestrę (1953)
- Baroque Chamber Concerto na skrzypce i orkiestrę (1953)
- Canzona na orkiestrę kameralną (1954)
- 3 Ceremonial Rites (1958)
- Elegy na smyczki (1958)
- Sonnet na orkiestrę kameralną (1960)

### Utwory kameralne
- 4 sonaty skrzypcowe (I 1921, II 1927, III 1939, IV 1977)
- Kwartet smyczkowy (1924)
- Fantazja na klarnet i fortepian (1925)
- Rondo na skrzypce i fortepian (1932)
- Variations on a Waltz by Beethoven na skrzypce, altówkę i gitarę (1933)
- Trio fortepianowe (1933)
- Moresca Figures na skrzypce, klarnet i fortepian (1934)
- Berceuse slave na obój i fortepian (1939)
- Bohemian Dance Rondo na fagot i fortepian (1939)
- Suita na 4 klarnety (1939)
- Shanty-Boy Fantasy na obój i fortepian (1940)
- Variations on an Old Trumpet Tune na sekstet dęty blaszany (1942)
- Little Woodwind Music (1945)
- Cortege na instrumenty dęte blaszane (1945)
- Variations and Fugue on an American Theme na skrzypce i wiolonczelę (1946)
- Sonata na klarnet i fortepian (1947)
- Suita na obój i fortepian (1947)
- Introduction and Rondo na flet i fortepian (1948)
- 2 suity fletowe (I 1950, II 1969)
- Intermezzo na klarnet i fortepian (1950)
- Elegy and Scherzino na obój, 2 klarnety i fagot (1951)
- Kwartet na 2 trąbki, róg i puzon (1951)
- Sonata na róg i fortepian (1953)
- Suita na 2 flety (1953)
- Sonata na flet i fortepian (1954)
- Suita na obój, klarnet i fortepian (1955)
- Eclogue na skrzypce i fortepian (1955)
- Idyll na obój i fortepian (1957)
- Trio smyczkowe (1958)
- Kwintet na instrumenty dęte drewniane (1958)
- Trio na instrumenty dęte drewniane (1960)
- Music na skrzypce, klarnet, wiolonczelę i fagot (1962)
- Envoi na 6 instrumentów (1964)
- Duo na klarnet i fagot (1966)
- Perpetuum mobile na organy i kwartet dęty blaszany (1968)
- Suita na instrumenty dęte i fortepian (1970)
- Variables na klarnet i fortepian (1973)
- Discuccions na obój, klarnet, fagot, altówkę i wiolonczelę (1974)
- Kwintet na instrumenty dęte blaszane (1976)
- Sonata na skrzypce i fortepian (1977)
- Three Vignettes na klarnet i fagot (1977)
- 3 Movements na skrzypce i altówkę (1978)
- Trio na obój, klarnet i fagot (1979)
- Music na obój i fortepian (1982)
- Suita na wiolonczelę (1983)

### Utwory wokalno-instrumentalne
- 3 pieśni na głos i kwartet smyczkowy (1922)
- kantata Die Neue Stadt (1926)
- ballada sceniczna Der grosse Regenmacher na recytatora i orkiestrę (1931)
- Requiem na baryton i orkiestrę (1942)
- A Toccata of Galuppi na sopran i orkiestrę (1947)

### Utwory sceniczne
- monodram Schattenseite (1931)
- baler American Suite (1948)